# Парижки вести
„Парижки вести“ е вестник на българите във Франция, издаван в Париж от 2003 г. насам.
От декември 2004 г. вестникът излиза в България, Франция, Великобритания, Нидерландия, Чехия и Германия. Излиза веднъж месечно в повече от 10 хиляди екземпляра.
Вестникът следи информацията, свързана с България във Франция и по света, информира българските медии за събития във Франция и дава трибуна за авторски материали и дискусии по актуални, обществено значими теми.